# Justo Galaviz
Justo Galaviz (* 6. September 1954 in Táriba; † 21. September 2013 in Caracas) war ein venezolanischer Radrennfahrer und nationaler Meister im Radsport.

## Sportliche Laufbahn
Galaviz war Straßenradsportler und im Bahnradsport aktiv. Er begann 1974 mit dem Radsport. Galaviz war Teilnehmer der Olympischen Sommerspiele 1976 in Montreal. Im olympischen Straßenrennen schied er aus. Im Mannschaftszeitfahren wurde der Vierer aus Venezuela mit José Ollarves, Justo Galaviz, Jesús Escalona und Serafino Silva 21. des Rennens.
Bei den Panamerikanischen Spielen 1983 wurde er mit seinem Team Dritter im Mannschaftszeitfahren. Zweimal belegte er den 4. Platz im Straßenrennen (1978 und 1980). 
Bei den Zentralamerika- und Karibikspielen gewann er 1978 die Silbermedaille im Mannschaftszeitfahren. 1982 holte Galaviz Bronze im Straßenrennen und 1986 die Silbermedaille in der Einerverfolgung und in der Mannschaftsverfolgung.
Bei den Panamerikanischen Meisterschaften 1976 wurde Galaviz hinter Aldo Arencibia aus Kuba Zweiter im Einzelrennen. Er wurde mehrfach nationaler Meister in der Einzelverfolgung und Mannschaftsverfolgung. Im Straßenrennen gewann er einen Titel.
Galaviz gewann insgesamt 21 Etappen der Vuelta a Venezuela. 1976 gewann er die Vuelta al Estado Zulia. 1978 gelang ihm ein Etappensieg in der Vuelta al Táchira, 1979 ein weiterer Etappensieg.
1980 siegte er im Etappenrennen Vuelta a la Independencia Nacional in der Dominikanischen Republik mit einem Tageserfolg und 1983 in der Vuelta Ciclista Aragua.

## Berufliches
Er war nach seiner aktiven Karriere Trainer im Kino Táchira-Team.